# Лорънс Де Лукас
Лорънс Джеймс „Лари“ Де Лукас (на английски: Lawrence James "Larry" DeLucas) e американски астронавт, участник в един космически полет.

## Образование
Лорънс Де Лукас завършва висшето си образование в университета на Бирмингам, Алабама:
1. Бакалавър по химия (1972 г.);
2. Магистър по химия (1974 г.);
3. Бакалавър по физична оптика (1979 г.);
4. Доктор по оптометрия (1981 г.);
5. Доктор по биохимия (1982 г.).

## Служба в НАСА
Де Лукас е избран за астронавт от НАСА на 6 август 1990 година, Астронавтска група USML-1 (на английски: United States Microgravity Laboratory). Участник в един космически полет.

## Полети
| Космически полет на Лорънс Джеймс „Лари“ Де Лукас              | Космически полет на Лорънс Джеймс „Лари“ Де Лукас | Космически полет на Лорънс Джеймс „Лари“ Де Лукас | Космически полет на Лорънс Джеймс „Лари“ Де Лукас | Космически полет на Лорънс Джеймс „Лари“ Де Лукас | Космически полет на Лорънс Джеймс „Лари“ Де Лукас | Космически полет на Лорънс Джеймс „Лари“ Де Лукас |
| №                                                              | Дата                                              | КК                                                | Емблема на мисията                                | Функции                                           | Продължителност                                   |                                                   |
| -------------------------------------------------------------- | ------------------------------------------------- | ------------------------------------------------- | ------------------------------------------------- | ------------------------------------------------- | ------------------------------------------------- | ------------------------------------------------- |
| 1                                                              | 25 юни 1992                                       | „Колумбия“, мисия STS-50                          |                                                   | Специалист по полезния товар                      | 13 денонощия 19 часа 30 мин. 04 сек.              |                                                   |
| Сумарно време в космоса – 13 денонощия 19 часа 30 мин. 04 сек. |                                                   |                                                   |                                                   |                                                   |                                                   |                                                   |